# Капитан Америка: Новый мир
«Капита́н Аме́рика: Но́вый мир» (англ. Captain America: Brave New World) — американский супергеройский фильм, основанный на комиксах Marvel Comics о Сэме Уилсоне / Капитане Америке. Снят компанией Marvel Studios, распространяется Walt Disney Studios Motion Pictures. Является 35-м кинокомиксом в медиафраншизе «Кинематографическая вселенная Marvel» (КВМ), а также четвёртым фильмом в серии о Капитане Америке и продолжением сериала Disney+ «Сокол и Зимний солдат» (2021). Режиссёр фильма — Джулиус Она, написавший сценарий совместно с Малкольмом Спеллманом и Даланом Муссоном. Роль Сэма Уилсона / Капитана Америки исполняет Энтони Маки. Также в фильме снимаются Дэнни Рамирес, Карл Ламбли, Тим Блейк Нельсон, Шира Хаас, Харрисон Форд и Лив Тайлер.
«Первый мститель: Противостояние» (2016) считался завершением трилогии о Капитане Америке, в которой Крис Эванс играл Стива Роджерса, а Сэм Уилсон в исполнении Энтони Маки стал новым Капитаном Америкой в сериале «Сокол и Зимний солдат». Спеллман и Муссон, сценаристы сериала, написали историю для нового фильма о Уилсоне к концу апреля 2021 года; Маки подписал контракт на участие к августу того же года. В июле 2022 года Джулиус Она был назначен режиссёром, а фильм был анонсирован под названием «Капитан Америка: Новый мировой порядок» (англ. Captain America: New World Order). Съёмки прошли с марта по июнь 2023 года в студии Trilith Studios в Атланте (Джорджия), а также в Вашингтоне. В начале июня 2023 года подзаголовок был изменён на «Дивный новый мир» (англ. Brave New World); для проката в СНГ он локализован как «Новый мир».
«Капитан Америка: Новый мир» вышел в США 14 февраля 2025 года и стал частью Пятой фазы КВМ. Фильм получил неоднозначные отзывы критиков.

## Сюжет
Сэм Уилсон / Капитан Америка и его напарник Хоакин Торрес / Сокол пресекают попытку незаконной продажи адамантия. Им противостоит преступная организация «Змеиное общество» во главе с Гремучником. Груз возвращён, но Гремучник скрывается. После успешной операции Уилсон знакомит Торреса с бывшим заключённым и суперсолдатом Исайей Брэдли. Новоизбранный президент США Таддеус Росс приглашает троицу в Белый дом на саммит мировых лидеров, посвящённый договору о добыче адамантия с Небесного острова в Индийском океане. Росс намеревается восстановить команду «Мстители» и просит Сэма помочь ему. Во время выступления Росса Брэдли и несколько агентов совершают покушение на президента, но терпят неудачу и их арестовывают. Росс отстраняет Уилсона, но Сэм решает действовать без ведома президента, считая, что Исайю подставили.
По дороге на базу на Уилсона нападает Гремучник, но Сэм его побеждает. Торрес отслеживает звонок с телефона Гремучника. Заказчик убийства скрывается в Западной Виргинии в лагере «Эхо-1». Росс получает телефонный звонок и выясняется, что организатором его убийства был доктор Сэмюэл Стернс / Лидер. Во время событий в Гарлеме он заразился кровью Брюса Бэннера и получил способность просчитывать вероятности будущего и высочайший интеллект. После битвы Халка и Мерзости, Росс заключил Стернса под стражу в лагере «Эхо-1». Будучи при смерти, Росс пообещал освободить Стернса, если тот поможет ему выжить и стать президентом. Однако Росс нарушил обещание и Стернс решает отомстить ему с помощью таблеток с повышенной дозой гамма-излучения, которые Росс принимает от сердца. В лагере Уилсон и Торрес встречают Стернса и тот объясняет свои мотивы. Выясняется, что именно он разработал устройство для контроля разума и устроил покушение на президента с целью его дискредитации и провокации. Советник по безопасности Росса и бывшая Чёрная вдова Рут Бат-Сераф присоединяется к Уилсону и Торресу. Троица направляется на Небесный остров, чтобы предупредить Росса о Стернсе.
Напряжённость между США и Японией растёт из-за контроля над адамантием. Два американских пилота под контролем Стернса атакуют японский флот. Уилсон и Торрес перехватывают японские ракеты, однако Торрес получает ранение и его госпитализируют. Во время пресс-конференции Росса Стернс сдаётся Уилсону и дискредитирует Росса записанным с ним разговором. Президент превращается в Красного Халка и разрушает часть Белого дома. После схватки с Уилсоном Росс возвращается в человеческий облик. Брэдли освобождают, а Уилсон предлагает Торресу стать Мстителем, договор по добыче адамантия ратифицируют, а Росс оказывается в тюрьме «Рафт». Его навещают Уилсон и дочь Бетти.
В сцене после титров Уилсон приходит к Стернсу в тюрьме «Рафт» и тот предупреждает Уилсона о грядущем противостоянии с другими вселенными.

## Актёрский состав
- Энтони Маки — Сэм Уилсон / Капитан Америка:
Мститель и бывший воздушно-спасательный солдат, который был обучен в армии воздушному бою с использованием специально разработанного ранца с крыльями[5]. Продюсер фильма Нейт Мур сравнил Уилсона с Рокки Бальбоа и назвал Сэма «аутсайдером в любой ситуации»; Мур добавил, что Уилсону придётся заслужить титул Капитана Америки[6]. Маки назвал Сэма «более гуманным» Капитаном Америка и отметил, что персонаж обладает «совершенно иным пониманием того, каково это — быть хорошим, либо плохим»[7].
- Дэнни Рамирес — Хоакин Торрес / Сокол:
Первый лейтенант Военно-воздушных сил США, в прошлом работавший с Сэмом и принявший мантию Сокола[8][9].
- Шира Хаас — Рут Бат-Сераф[англ.]:
Израильская супергероиня[8], бывшая «Чёрная вдова», высокопоставленный чиновник правительства США[10][11]. Marvel Studios заявила, что лента представит «новый взгляд» на Сабру, добавив, что персонажи Кинематографической вселенной Marvel «всегда по-новому представляются на экране и сегодняшней аудитории»[12].
- Карл Ламбли — Исайя Брэдли:
Афроамериканский ветеран Корейской войны и суперсолдат, которого 30 лет держали в тюрьме и проводили над ним эксперименты[8].
- Зоша Рокемор — Лейла Тейлор: Агент Секретной службы, работающая под руководством президента Росса.
- Йоуханнес Хёйкюр Йоуханнессон
- Джанкарло Эспозито — Сет Волкер / Гремучник:
Учёный, который является лидером Змеиного общества.
- Лив Тайлер — Бетти Росс: биолог, дочь Таддеуса и бывшая девушка Брюса Бэннера. Тайлер возвращается к своей роли из фильма «Невероятный Халк»[13].
- Тим Блейк Нельсон — Сэмюэл Стернс / Лидер:
Биолог, который, во время событий фильма «Невероятный Халк» (2008), случайно заразился кровью Брюса Бэннера в ходе разработки антидота для избавления Бэннера от Халка, что наделило Стернса сверхчеловеческим интеллектом[8][14]. Включение в сюжет Лидера — одна из причин заинтересованности Джулиуса Оны в режиссуре фильма; он отметил, что человек, действующий на основе интеллекта, будет хорошим противником для Уилсона и заставит его «пройти через все испытания»[14].
- Харрисон Форд — Таддеус «Громовержец» Росс / Красный Халк:
Президент США, бывший госсекретарь и генерал армии США[15][16]. По словам Мура, в связи с событиями фильма «Первый мститель: Противостояние» (2016) между Уилсоном и Россом будут «пробегать естественные искры»[17], а продюсер Кевин Файги добавил, что их динамика поменялась, так как они теперь Капитан Америка и президент соответственно[15]. Форд заменяет актёра Уильяма Хёрта, который играл персонажа в предыдущих фильмах КВМ до 2022 года[16].

Такэхиро Хира исполнил роль премьер-министра Японии Одзаки. Себастиан Стэн вернулся к роли Баки Барнса.

## Производство

### Разработка
В октябре 2015 года глава Marvel Studios Кевин Файги объявил фильм «Первый мститель: Противостояние» (2016) завершением трилогии о Капитане Америке, в которой Крис Эванс сыграл Стива Роджерса. «Противостояние» — последний сольный фильм о Капитане Америке в исполнении Эванса, однако актёр был готов продлить свой контракт после кинокомиксов «Мстители: Война бесконечности» (2018) и «Мстители: Финал» (2019). Эванс планировал подписать контракт на повторное исполнение роли Стива в будущих проектах медиафраншизы.
К октябрю 2018 года Marvel Studios разрабатывала сериал для Disney+ с участием Сэма Уилсона / Сокола в исполнении Энтони Маки и Баки Барнса / Зимнего солдата в исполнении Себастиана Стэна из фильмов киновселенной. Малкольм Спеллман был нанят главным сценаристом сериала, который, в апреле 2019 года, получил название «Сокол и Зимний солдат». Перед релизом проекта Маки опроверг информацию о выходе второго сезона, а также выразил сомнения относительно возвращения к роли Сэма в связи с влиянием пандемии COVID-19 на кинотеатры. Режиссёр сериала Кари Скогланд также сомневалась в выходе второго сезона и сообщила, что показала всё, что хотела, в первом сезоне. Кевин Файги позже рассказал об идеях на «ещё один сезон», но, по планам Marvel, сериал станет основой для будущих проектов франшизы. Файги добавил, что не хочет портить сериал подтверждением второго сезона или обсуждением планов, которые Marvel строит на персонажей сериала до его релиза. В апреле 2021 года исполнительный продюсер «Сокола и Зимнего солдата» Нейт Мур заявил, что в финале сериала будут представлены сюжетные элементы для потенциального второго сезона, а также добавил, что проект исследует «вечнозелёные» темы, которые требуют дальнейшего изучения.
23 апреля 2021 года, после выхода финального эпизода «Один мир, один народ», стало известно, что Спеллман разрабатывает сценарий четвёртого фильма о Капитане Америке вместе с Даланом Муссоном, который написал эпизод «Правда». Предполагалось, что фильм будет следовать за Уилсоном после событий сериала, а возвращение Эванса к роли Роджерса ожидалось в другом проекте. Борис Кит и Аарон Коуч из The Hollywood Reporter отметили, что Капитаном Америкой в Кинематографической вселенной Marvel были уже три человека (Роджерс, Уилсон и Джон Уокер), и было бы интересно посмотреть, на что будет сделан акцент в фильме. Мур стал продюсером ленты вместе с Файги. Энтони Маки не знал о планах по созданию фильма о Уилсоне или второго сезона «Сокола и Зимнего солдата», но был «взволнован тем, что произойдёт»; актёр добавил, что у него нет слов описать идею быть главным героем фильма Кинематографической вселенной Marvel. В течение следующих месяцев Энтони вёл переговоры об утверждении на главную роль, и в августе 2021 года подписал контракт.

### Предпроизводство
В июле 2022 года Джулиус Она был назначен режиссёром фильма. О названии кинокомикса, «Капитан Америка: Новый мировой порядок», а также дате выхода, 3 мая 2024 года, стало известно на San Diego Comic-Con в 2022 году; фильм был утверждён как часть Пятой фазы киновселенной. Данный подзаголовок используется в политике, профессиональном рестлинге, а также в различных конспирологических теориях и антисемитской риторике, и поэтому его выбор посчитали «спорным» и «провокационным». На D23 Expo в сентябре 2022 года Marvel Studios подтвердила, что Дэнни Рамирес и Карл Ламбли вновь исполнят свои роли Хоакина Торреса и Исайи Брэдли из «Сокола и Зимнего солдата». Студия объявила об участии Тима Блейка Нельсона, который вернулся к роли Сэмюэла Стернса / Лидера из «Невероятного Халка» (2008). Также стало известно, что Шира Хаас присоединилась к актёрскому составу в роли Сабры. Джулиус Она описал фильм как «параноидальный триллер» и сказал, что съёмки начнутся в начале 2023 года. В середине октября Джефф Снайдер из Above the Line сообщил, что Харрисон Форд был утверждён на роль Таддеуса «Громовержца» Росса в качестве замены Уильяма Хёрта. Вскоре после этого участие Форда было подтверждено, включая его появление в фильме «Громовержцы» (2024). Харрисон сообщил, что согласился на роль потому, что хотел попробовать нечто новое для себя и посчитал, что ему понравится. 7 ноября началась подготовка к основному производству, а начало съёмок было запланировано на март 2023 года. Герша Филлипс выступила дизайнером костюмов, а Рэмси Эйвери, ранее работавший над фильмом «Стражи Галактики. Часть 2» (2017), — художником-постановщиком. В январе 2023 года к актёрскому составу присоединилась Зоша Рокемор. Маки приступил к работе 1 марта 2023 года.

### Съёмки
Основные съёмки начались 21 марта 2023 года в студии Trilith Studios в Атланте (Джорджия) под рабочим названием Rochelle Rochelle (с фр. — «Рошель Рошель»), оператор — Крамер Моргентау. Джулиус Она хотел включить в фильм «приземлённые и тактильные» действия и дать Уилсону то, чего не было в его предыдущих появлениях, Эйвери сказал, что у Оны не было «обычного» видения Marvel и что съёмочной группе приходилось думать наперёд. Также он добавил, что студия хотела использовать фильм для того, чтобы попробовать что-то новое, сделав его более приземлённым, чем некоторая часть выходившего ранее контента по КВМ. В конце месяца к актёрскому составу присоединилась Лив Тайлер, вернувшись к роли Бетти Росс из «Невероятного Халка». На тот момент ожидалось возвращение Джулии Луи-Дрейфус к роли Валентины Аллегры де Фонтейн. Предполагалось, что начавшаяся в мае 2023 года забастовка Гильдии сценаристов США не повлияет на съёмки картины. Тем не менее, Marvel Studios будет снимать весь материал, который сможет, во время основных съёмок, а уже на этапе пересъёмок будут вноситься поправки. В мае были опубликованы фотографии со съёмок, из которых стало известно о присоединении к актёрскому составу Сета Роллинса.
В начале июня фильм был переименован в «Капитан Америка: Новый мир». Джереми Матай из /Film положительно отозвался об этой новости, сказав, что новый подзаголовок «открывает гораздо более оптимистичную перспективу [чем „Новый мировой порядок“] и как комментарий о будущем известного супергероя Кинематографической вселенной Marvel, и как заявка на новый назревающий образ». Журналистка Collider Хилари Ремли также назвала эту перемену «мудрым решением». В то же время стало известно, что Она также принимал участие в написании сценария. В середине того месяца премьера «Дивного нового мира» была перенесена на 26 июля 2024 года. К концу июня съёмочная группа переехала в Вашингтон. Съёмочный процесс завершился 30 июня 2023 года.

### Завершение производства
В октябре 2023 года появились предположения о том, что «Новый мир» могут перенести обратно на май 2024 года, так как его съёмки уже были закончены и он гораздо дольше находился в производстве, чем «Дэдпул и Росомаха», который в тот момент времени должен был выйти в мае и съёмки которого не могли завершиться в связи с забастовкой SAG-AFTRA. По завершении забастовки SAG-AFTRA в ноябре 2023 года было объявлено о переносе даты релиза на 14 февраля 2025 года. Впоследствии стало известно, что отчасти перенос связан с желанием Marvel провести масштабные пересъёмки фильма в период с января по май 2024 года после отрицательной реакции зрителей на тестовых показах, планируя вырезать целых три большие сцены.

### Музыка
В августе 2024 года было объявлено, что композитором фильма назначена Лора Карпман, ранее сотрудничавшая с Marvel и написавшая музыку для мультсериала «Что, если…?», сериала «Мисс Марвел» и фильма «Капитан Марвел 2».

### Маркетинг
Первый тизер-трейлер фильма вышел 12 июля 2024 года.

## Премьера
«Капитан Америка: Новый мир» вышел в США 14 февраля 2025 года в формате IMAX. Ранее премьера была запланирована на 3 мая и на 26 июля 2024 года. Проект стал частью Пятой фазы КВМ.

## Прием

### Театральная касса
Фильм «Капитан Америка: Новый мир» собрал 185 миллионов долларов в США и Канаде и 203 миллиона долларов на других территориях, что в общей сложности составило 388,5 миллионов долларов по всему миру.
Служба отслеживания Quorum сообщила предварительные оценки кассовых сборов фильма в середине января 2025 года, прогнозируя, что он заработает от 86 до 95 миллионов долларов за первые выходные и более 100 миллионов долларов за четыре выходных с Дня святого Валентина до Дня президентов. Это будет похоже на 95 миллионов долларов, собранных «Зимним солдатом» за первые выходные. Дальнейшее отслеживание, опубликованное позднее в январе, также указало на первый уикэнд в размере не менее 90 миллионов долларов.

### Критический ответ
На агрегаторе рецензий Rotten Tomatoes 48 % из 327 критиков дали четвёртому фильму положительную рецензию и среднюю оценку 5,4/10. Консенсус критиков гласит: «Энтони Маки умело берет на себя роль и щит Кэпа, но Новый мир слишком скучен и переполнен неинтересным фансервисом, чтобы ощущаться как достойное отдельное приключение для этого нового лидера Мстителей». Сайт также сообщил, что первые рецензии были смешанными, и что критики посчитали фильм «немного самоуверенным, не несущим настоящего политического удара, но он обеспечивает достаточно захватывающего действия и солидную игру». Metacritic суммировал критические отзывы как «смешанные или средние», основываясь на средневзвешенной оценке 42 из 100 от 56 критиков.
Политическая тематика стала предметом критических комментариев. The Hollywood Reporter сослался на то, что сцена, где Росс превращается в Красного Халка и вызывает хаос в Вашингтоне, округ Колумбия, выглядит как фантазия о реальном президенте США Дональде Трампе; IndieWire написал, соглашаясь с параллелью MAGA между Россом и Трампом, которые оба являются грубыми стариками, назначенными на должность на основе обещания содействовать единству, основанному на борьбе с «инопланетной» угрозой. Персонажи и повествование подверглись критике. Screen Rant заявил, что единственной целью смены костюма Сэма с белого на синий было продать больше игрушек, указав на это как на пример фильма, в котором элементы не «яркие» и не заботятся о продвижении своей истории или персонажей. Критики неоднозначно отнеслись к визуальными эффектам. По данным The New York Post, анимация сцены драки в Белом доме была «настолько дешёвой и безвкусной», что её нельзя было воспринимать всерьез.